# Čestereg
Čestereg (cyr. Честерег) – wieś w Serbii, w Wojwodinie, w okręgu środkowobanackim, w gminie Žitište. W 2011 roku liczyła 1113 mieszkańców.